# کامران میرزا (بابری)
کامران میرزا (۱۵۰۹ تا ۵ اکتبر ۱۵۵۷ م)، دومین پسر بابر مؤسس امپراتوری گورکانی و نخستین امپراتور مغول بود. کامران میرزا در کابل با مادری به نام گلرخ بیگم به دنیا آمد. او برادر ناتنی پسر ارشد بابر، همایون بود؛ ولی با پسر سوم بابر، عسکری میرزا برادر تنی بود.

## خانواده

### همسران
کامران دارای هشت همسر بود:
- گلرخ بیگم، دختردائی کامران،
- محترمه خانوم، دختر شاه محمد سلطان جگتای،
- هزاره بیگم، برادر زاده میرزا خضرخان هزاره
- ماه بیگم، دختر سلطان اویس قپچاق،
- مهر افروز بگا،
- دولت بخت آغاچا،
- ماه چوچک بیگم، دختر میر شاه حسین ارغون، حاکم سند،
- یکی از خواهران عبدالله خان مغول.

### پسران
کامران دو پسر داشت:
- ابراهیم سلطان میرزا،
- ابوالقاسم میرزا.

### دختران
کامران پنج دختر داشت:
- حبیبه بیگم،
- گلرخ بیگم،
- حجی بیگم،
- گلیزار بیگم،
- آیشا سلطان بیگم.